# Pucari
Pucari (cyr. Пуцари) – wieś w Bośni i Hercegowinie, w Republice Serbskiej, w gminie Kozarska Dubica. W 2013 roku liczyła 128 mieszkańców.